# Imanol García Lugea
Imanol García Lugea (Esquíroz, Navarra, 26 de diciembre de 1995) es un futbolista español que juega mediocentro y juega en el Persik Kediri de la Liga 1 de Indonesia. Es hermano del jugador del Panetolikos, Unai García.

## Biografía
Se formó en la cantera de Osasuna, debutando en el equipo promesas en el año 2015 y tras afianzarse en el filial y lograr ascender a Segunda B, poco a poco daría el salto al primer equipo. En la temporada 2016-17 alternaría sus actuaciones en el filial de Segunda B con las convocatorias del primer equipo.
En la temporada 2016-17 debutó en primera división con el C. A. Osasuna ante el Celta en Pamplona (0-0) el 18 de septiembre de 2016.
Desde el verano de 2021 juega en el C.D. Alcoyano, donde es una pieza importante del equipo titular.

## Clubes
| Club                            | País      | Año       | PJ  | Goles |
| ------------------------------- | --------- | --------- | --- | ----- |
| A. D. San Juan                  | España    | 2014-2015 | 32  | 3     |
| C. A. Osasuna B                 | España    | 2015-2017 | 54  | 6     |
| C. A. Osasuna                   | España    | 2016-2018 | 13  | 0     |
| Villarreal C. F. B              | España    | 2017-2018 | 39  | 1     |
| Gimnàstic de Tarragona (cedido) | España    | 2018-2019 | 24  | 1     |
| Córdoba C. F.                   | España    | 2019-2020 | 27  | 1     |
| Pontevedra C. F.                | España    | 2020-2021 | 27  | 2     |
| C.D. Alcoyano                   | España    | 2021-2025 | 119 | 5     |
| Persik Kediri                   | Indonesia | 2025-     |     |       |